# Volvo C70
La Volvo C70 è un modello di autovettura prodotta dalla casa automobilistica svedese Volvo dal 1996 al 2013.

## Prima generazione (1996-2005)
Presentata nel 1996 al salone dell'automobile di Parigi, la prima serie della vettura era disponibile inizialmente solo in versione coupé, mentre la versione cabriolet è stata presentata l'anno seguente. La sua distribuzione in Europa è iniziata nel 1997 e nel mercato statunitense l'anno successivo.
La meccanica e l'impostazione erano state studiate partendo dalla Volvo 850 e venne sviluppata in collaborazione con la Tom Walkinshaw Racing. La C70 era disponibile solo con motorizzazioni turbo a benzina da cinque cilindri: il più potente aveva 2.3 litri di cilindrata e una potenza di 240 CV, lo stesso utilizzato sulla Volvo 850R. 
Gli altri motori comprendevano due unità da 2 litri con potenza di 163 e 225 CV e una versione da 2.4 litri e potenza di 193 CV.
La C70 Coupé è rimasta in produzione fino al 2002 e la versione cabriolet fino all'aprile del 2005 con 76.809 esemplari costruiti, 27.014 coupé e 49.795 cabriolet.

## Seconda generazione (2005-2013)

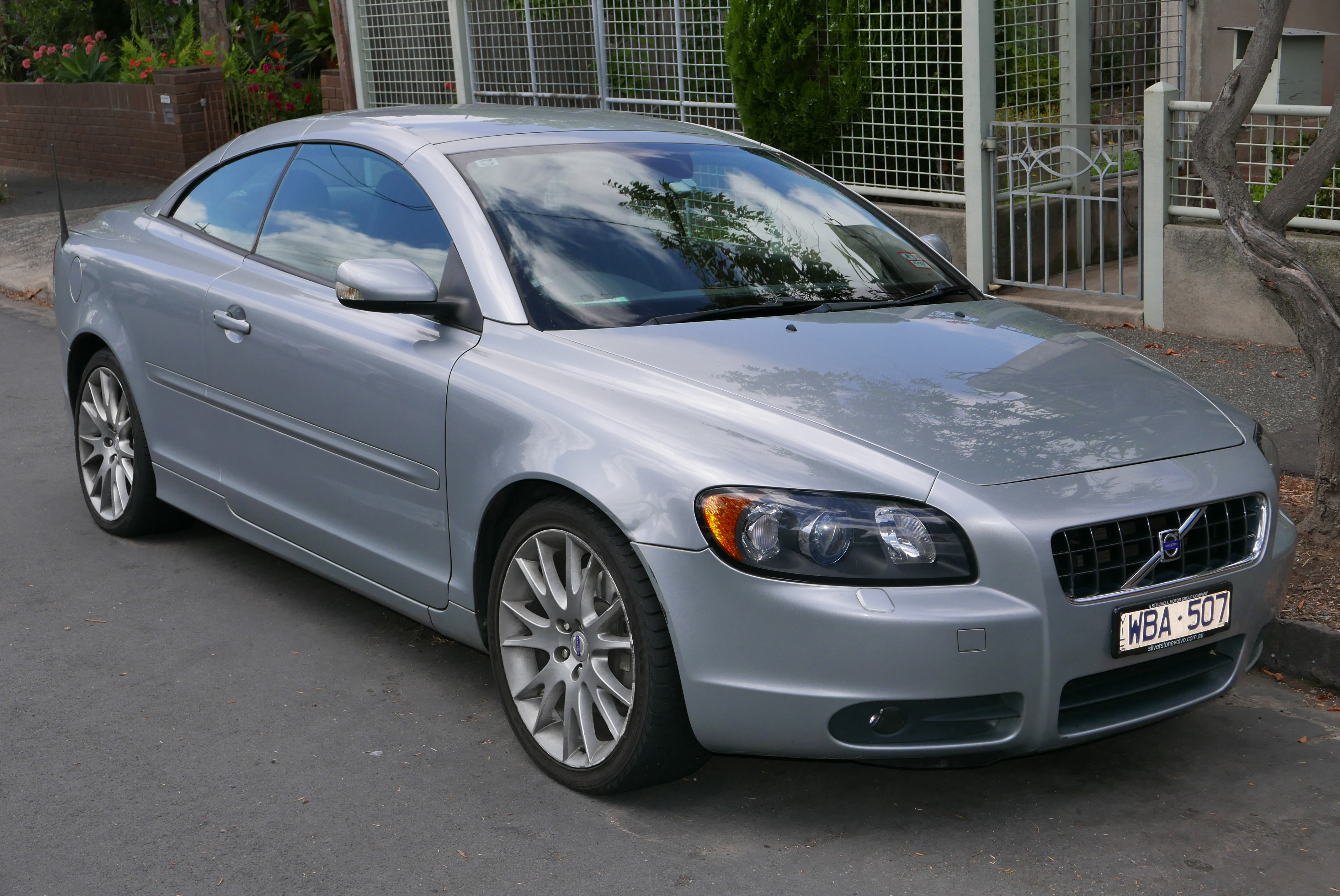
Volvo C70 seconda serie

Lo sviluppo della seconda generazione della Volvo C70 parte nel 2003 e la casa svedese stringe un accordo con la Pininfarina per la progettazione della vettura. La presentazione avvenne al Salone dell'automobile di Francoforte del 2005 e venne lanciata sul mercato il 13 aprile 2006. Disegnata da John Kinsey, è stata costruita per conto della Volvo dalla Pininfarina nel proprio stabilimento svedese di Uddevalla.
La vera peculiarità della nuova C70 è la carrozzeria esclusivamente cabrio con il tetto metallico, costituito da tre parti, che in meno di 30 secondi si nasconde nel bagagliaio. 
La C70 sfrutta la cosiddetta piattaforma "Ford C1", un pianale che già equipaggia la Volvo S40 inoltre è caratterizzata per avere interni e plancia molto simili alla S40.
Per quanto riguarda la sicurezza automobilistica, l'ente americano "Insurance Institute for Highway Safety" dopo una serie di test ha dichiarato essere la C70 una delle vetture "scoperte" più sicure. Di serie presenta anche gli airbag laterali montati nelle portiere.
Nel settembre 2009 al salone di Francoforte viene presentato il restyling che entra in produzione nel novembre dello stesso anno e viene posta in vendita all’inizio del 2010. Le principali modifiche riguardano gli esterni, curati da Fedde Talsma, con il frontale ridisegnato che adotta lo stesso design delle C30 ed S60 restyling con nuova calandra a V e nuovi fanali di dimensioni maggiori, nuova fanaleria posteriore a LED.
Nel 2011 Volvo e Pininfarina annunciano lo scioglimento della joint venture e la produzione della C70 termina ufficialmente nel 2013 con la chiusura dell’impianto. Vennero prodotte 89.074 esemplari della seconda generazione.

### Motorizzazioni seconda serie
Nel mercato italiano la C70 era disponibile con i seguenti motori:

#### Benzina
| Modello     | Motore     | Cilindrata (cm³) | Potenza         | Coppia motrice     | 0–100 km/h, s | Velocità km/h | Anni produzione |
| 2.4         | 5 cilindri | 2435             | 103 kW (140 cv) | 220 N·m @ 4000 rpm | 11            | 205           | 2006-2009       |
| 2.4i        | 5 cilindri | 2435             | 125 kW (170 cv) | 230 N·m @ 4400 rpm | 10            | 215           | 2006-2009       |
| T5          | 5 cilindri | 2521             | 162 kW (220 cv) | 320 N·m @ 4800 rpm | 8             | 235           | 2006-2009       |
| T5          | 5 cilindri | 2521             | 169 kW (230 cv) | 330 N·m @ 4800 rpm | 7,6           | 240           | 2009-2013       |
| T5 Polestar | 5 cilindri | 2521             | 187 kW (254 cv) | 370 N·m @ 5000 rpm | 7,0           | 250           | 2011-2013       |

#### Diesel
| Modello | Motore     | Cilindrata (cm³) | Potenza         | Coppia motrice     | 0–100 km/h, s | Velocità km/h | Anni produzione |
| 2.0D    | 4 cilindri | 1998             | 100 kW (136 cv) | 320 N·m @ xxxx rpm | 10,7          | 215           | 2007-2009       |
| D5      | 5 cilindri | 2400             | 132 kW (180 cv) | 350 N·m @ 3250 rpm | 9,5           | 225           | 2006-2009       |
| D3      | 5 cilindri | 1984             | 110 kW (150 cv) | 320 N·m @ xxxx rpm | 10,8          | 210           | 2009 - 2013     |
| D4      | 5 cilindri | 1984             | 130 kW (177 cv) | 400 N·m @ xxxx rpm | 9,8           | 220           | 2010 - 2013     |